# Зоран Пешић Сигма
Зоран Пешић Сигма (Бела Црква, 1960 — Ниш, 17. септембар 2019) био је српски писац и уредник нишког часописа Градина.

## Биографија
Основну и средњу школу је завршио у Белој Цркви, а у Нишу је студирао физику. Од 1985. до 1991. радио је као главни и одговорни уредник и директор Студентског културног центра у Нишу. Од 1991. до 1999. године радио је у Дому културе у Нишу као уредник филмског програма, уредник Нишког аналитичара и главни уредник програма. Четири године радио је као шеф градилишта у Ашхабаду. Од 1999. радио је у Нишком културном центру и био уредник часописа Градина.
Био је члан Српског књижевног друштва.
Један је од тројице аутора Физистичког манифеста (1981), Епа о загађености Габровачке реке, изложбе Нови митски предели (мапе и колажи), аутор експерименталних телевизијских емисија. Уредио је већи број књига за Студентски културни центар и Нишки културни центар. Песме су му превођене на бугарски, румунски, македонски, мађарски, пољски, шпански и грчки језик.
Њему у част Друштво књижевника и књижевних преводилаца Ниша покренуло је 2021. књижевну едицију Сигма која негује поезију.

## Објављене књиге

### Књиге песама
- Промаја, Пегаз – КОС, Београд 1983.
- Оргијање празнине, Градина, Ниш 1992.
- Кактусова сенка – еп о страху, Кровови, Сремски Карловци 1993.
- Удобност бесмисла, Просвета, Ниш 2004.
- Воз за једног путника, Едиција Исток Запад, Матична библиотека Светозар Марковић, Зајечар 2008.
- Воз за једног путника / Τρένο για έναν επιβάτη i Неухватљиво време / Άπιαστος χρόνος, двојезично издање, превод на грчки језик Момчило Радић, Апопира / Απόπειρα, Atina 2012.
- Варка, Повеља, Народна библиотека „Стефан Првовенчани“, Краљево, 2012.
- Сродне душе,Балкански књижевни гласник, Београд, 2015.
- Пастернаково уже, Повеља, Народна библиотека „Стефан Првовенчани“, Краљево, 2017.
- Биће све у реду, Медивест КТ, Ниш, 2018.

### Књиге прозе
- Hronike o Hloygeu, самиздат, Ниш 1991. (коаутор)
- Terra marginalis, Стубови културе, Београд 1997.(коаутор)
- Стровалија, приче о месту са кога пропада наша последња нада, Друштво књижевника и књижевних преводилаца Ниша, Ниш, 2017.
- Улица усамљених аутомобила (роман у крхотинама), Народна библиотека Стеван Сремац Ниш, Ниш, 2017.

### Драме
- Продавница смрти, Градина, број 60-61, 2014.
- Улица усамљених аутомобила, Сцена, број 2-3, 2017.

### Преведене књиге
- Воз за једног путника / Τρένο για έναν επιβάτη и Неухватљиво време / Άπιαστος χρόνος, двојезично, превод на грчки језик Момчило Радић, Апопира / Απόπειρα , Атина 2012.
- Илузија, книга на изгубени визии, /Варка/, превод на македонски језик Иван Антоновски, Македонија презент, Скопље, 2013.
- Влак за самотен пътник: Превео на бугарски језик и предговор написао: Димитър Христов. Корице и илустрације у књизи: Горан Йованов. Редактори: Боян Ангелов, Мила Васов. Издавач: ИК „Богианна“, София, 2013.

## Награде и признања
- Кајухова награда (1986),
- Награда Едиције Исток-Запад (2008),
- Награда Тудор Аргези (2015),
- Награда Балканског књижевног гласника (2015),
- Награда Стеријиног позорја за оригинални домаћи драмски текст за 2016. годину (2017),
- Награда Славиша Николин Живковић.
- Награда Сергије Лајковић (за уреднички рад) (2010),
- Светосавски печат (за уреднички рад) (2012. и 2015),
- Награда Града Ниша 11. јануар (2018)
- Награда српског књижевног друштва Биљана Јовановић (2019)